# Красное Заречье (Владимирская область)
Красное Заречье — село в Юрьев-Польском районе Владимирской области России, входит в состав Небыловского сельского поселения.

## География

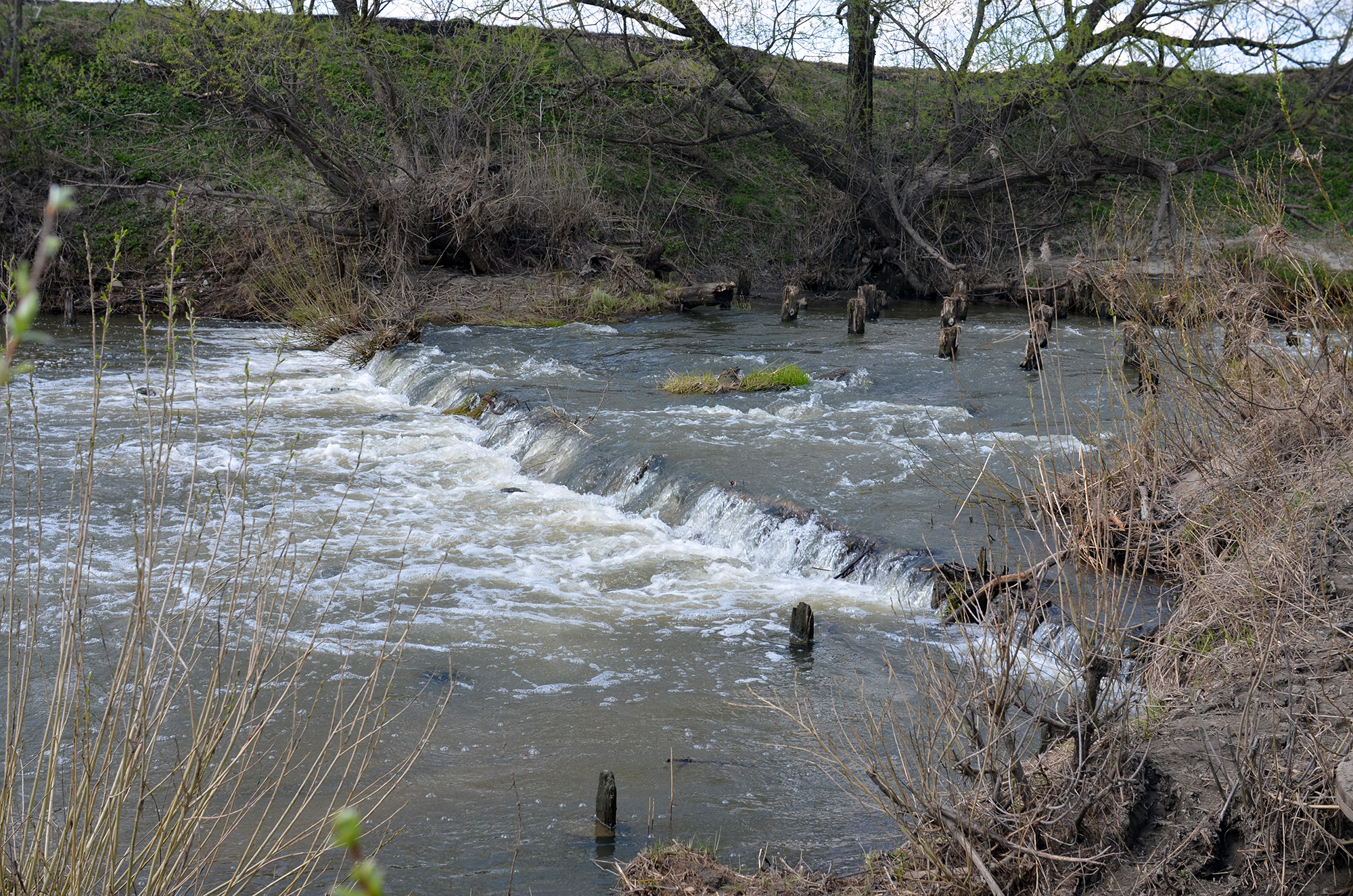
Остатки моста на реке Колокше близ Красного Заречья

Село расположено на берегу реки Колокша в 24 км на юго-запад от центра поселения села Небылое и в 29 км на юго-восток от райцентра города Юрьев-Польский.

## История
В конце XIX — начале XX века населённый пункт был известен как крупная деревня Кобелиха в состав Чековской волости Владимирского уезда.
1857 год. Кобелиха, деревня казенная: число дворов – 78; число душ по 8 ревизии: мужского пола – 212, женского пола – 244; число душ по 9 ревизии: мужского пола – 222, женского пола – 247; действительное население: мужского пола – 226, женского пола – 253; занимаются хлебопашеством. В деревне питейный дом.. В 1905 году в деревне было 133 двора.
С 1929 года село входило в состав Озерецкого сельсовета Юрьев-Польского района, с 1935 по 1963 год в составе Небыловского района. В 1965 году село Кобелиха было переименовано в село Красное Заречье. С 1977 года село являлось административным центром Краснозареченского сельсовета Юрьев-Польского района, с 2002 года — в составе Федоровского сельсовета. С 2005 года село в составе Небыловского сельского поселения.
До 2012 года в селе действовала Краснозареченская основная общеобразовательная школа.

## Население
| 1859 | 1897 | 1905 | 1926 | 2002 | 2010 | 2021 |
| ---- | ---- | ---- | ---- | ---- | ---- | ---- |
| 534  | ↗647 | ↗736 | ↗889 | ↘427 | ↘324 | ↗368 |

## Инфраструктура
В селе находятся фельдшерско-акушерский пункт, отделение федеральной почтовой связи.